# Joseph Green (Leichtathlet)
Joseph Green (* 7. Dezember 2001 in Oʻahu, Hawaii, Vereinigte Staaten) ist ein Leichtathlet aus Guam, der sich auf den Sprint spezialisiert hat.

## Sportliche Laufbahn
Erste Erfahrungen bei internationalen Meisterschaften sammelte Joseph Green im Jahr 2019, als er bei den U20-Ozeanienmeisterschaften in Townsville mit 6,00 m die Bronzemedaille im Weitsprung gewann und über 200 Meter mit 23,35 s im Vorlauf ausschied. Ab 2020 studierte er an der Minnesota State University, Mankato und seit 2022 an der University of Arizona. 2022 startete er dank einer Wildcard im 200-Meter-Lauf bei den Weltmeisterschaften in Eugene und schied dort mit 22,04 s in der ersten Runde aus. Zuvor belegte er bei den Pazifik-Minispielen auf Saipan in 10,99 s den siebten Platz im 100-Meter-Lauf und gelangte mit 22,23 s auf Rang sieben über 200 Meter. Zudem klassierte er sich mit der 4-mal-400-Meter-Staffel Guams mit 3:38,76 min auf dem fünften Platz. Im Jahr darauf erreichte er bei den Weltmeisterschaften in Budapest die Hauptrunde und schied dort mit 10,91 s über 100 Meter aus. 2024 schied er bei den Hallenweltmeisterschaften in Glasgow mit 7,04 s in der Vorrunde über 100 Meter aus. Im August nahm er dank einer Wildcard über 100 Meter an den Olympischen Sommerspielen in Paris teil und schied dort mit 10,85 s in der Vorausscheidungsrunde aus. Zudem war er Fahnenträger seiner Nation bei der Eröffnungsfeier der Spiele.

## Persönliche Bestzeiten
- 100 Meter: 10,84 s (−0,3 m/s), 19. August 2023 in Budapest
  - 60 Meter (Halle): 7,04 s, 1. März 2024 in Glasgow (Landesrekord)
- 200 Meter: 22,01 s (+1,5 m/s), 13. Mai 2022 in Aberdeen
  - 200 Meter (Halle): 22,82 s, 20. Februar 2021 in Spearfish